# Víctor Wood
Víctor «Vic» Wood y Nobleza (Camarines Sur, 1 de febrero de 1946-Ciudad Quezon, 23 de febrero de 2021), fue un animador, cantante y actor filipino.  

## Biografía
Hijo de un militar, el sargento Kocky Wood y Rosario «Tiyang Saring» conocida también como Nobleza. Que vendía medicamentos a base de hierbas y perfumes y que era muy conocida en un pueblito llamado Buhi y en otras poblaciones cercanas a la localidad. Sus recuerdos desde su infancia fueron difíciles: en primer lugar, fue abandonado por su padre y solo se crio y creció a lado de su madre, además se decía que el joven actor era inquietado. Estudió y terminó la escuela secundaria en el José Abad Santos Alta, entre las mujeres quienes lo conocían lo apodaban «Bukol». Desde que empezó con su carrera artística, parecía que no tenía fin para lanzarse al éxito, la suerte le sonrío a Víctor a partir de la década de los años 70. Su carrera floreció, fue admirado por sus fanes y los medios de comunicación. A pesar de ser famoso, sentía agitación que el escondía parte de su vida personal, que no daba a conocer públicamente. Aunque luego se tranquilizó y logró calmar sus ánimos que lo mantenía nervioso, aunque eso solo duró por un tiempo. Luchó contra una crisis nerviosa que lo afectaba, ya que su deseo era encontrar y conocer a su padre. Además se sometió a un tratamiento psiquiátrico en un centro de salud llamado, St. Luke's Hospital, debido al alcoholismo, ya que siguió los tratamientos y consejos de sus médicos que lo atendían. 
Él y su familia emigraron a los Estados Unidos en los años 70, allí logró superar sus problemas que permitió cambiar su vida. The Lopezes, fueron sus amigos y fue un miembro activo del Movimiento de Ninoy Aquino. Además incursionó en la política para ser senador durante la elección general de 2007 en su natal Filipinas, en virtud del partido KBL, pero perdió durante su candidatura. En su vida personal estuvo casado con Ofelia Ponce, con quien tuvo a su hijo llamado Simón Wood. 
Entre sus canciones más populares, fueron parte de su repertorio para ser interpretadas en películas de éxito, de la noche a la mañana como «Sr. Lonely» (1972), «Sweet Caroline» (1971), «Fui a tu boda» (1972), «Eres mi destino» (1973 ) y entre otros. Adquirió y proporcionó también en una semana, a sus seguidores que llegaron en camiones de derecha en su frontyard. Fue designado para grabar seis discos por año y como una estrella o supertars - según Fuentes de Amalia (Jesucristo Superstar, 1972) de Nora Aunor (PEARLY depósitos, 1972). También fue el celuloide de Batman (Batman Lucha, Lucha, 1973), el Shazam (Shazam, Boom, 1974), y el trovador Pinoy (Trubador, 1972). Fue lo más grande en su carrera artística.